# Jersson González Niño
Jersson David González Niño (Bogotá, Cundinamarca, Colombia; 15 de septiembre de 2001) es un futbolista colombiano que juega de delantero. Su equipo actual es el Deportes Tolima de la Categoría Primera A. 

## Clubes
- Actualizado de acuerdo al partido jugado el 18 de julio del 2025.

| Club                   | País     | Año           | Partidos | Goles | Asist |
| ---------------------- | -------- | ------------- | -------- | ----- | ----- |
| Santa Fe               | Colombia | 2020-2024     | 99       | 15    | 8     |
| Independiente Medellín | Colombia | 2024          | 23       | 0     | 5     |
| Deportes Tolima        | Colombia | 2025-presente | 21       | 4     | 0     |
| Total                  | Total    | Total         | 143      | 19    | 13    |

## Palmarés

### Campeonatos nacionales
| Título                | Equipo   | País     | Año  |
| --------------------- | -------- | -------- | ---- |
| Superliga de Colombia | Santa Fe | Colombia | 2021 |